# Усть-Шомушка
Усть-Шомушка — деревня в Тихвинском городском поселении Тихвинского района Ленинградской области.

## История
Деревня Усть Шомушка, состоящая из 32 крестьянских дворов, упоминается на карте Ф. Ф. Шуберта 1844 года.

УСТЬ-ШОМУШКА — деревня Усть-Шомушкинского общества, прихода Знаменской Градской церкви.

Крестьянских дворов — 46. Строений — 70, в том числе жилых — 51. Мелочная лавка.

Число жителей по семейным спискам 1879 г.: 111 м. п., 127 ж. п.; по приходским сведениям 1879 г.: 112 м. п., 129 ж. п.

Деревня административно относилась к Сугоровской волости 1-го земского участка 1-го стана Тихвинского уезда Новгородской губернии.

УСТЬШОМУШКА — деревня при реке Шомушка, число дворов — 52, число домов — 52, число жителей: 156 м. п., 180 ж. п.; Часовня. Мелочная лавка. Земская школа . (1910 год)

- Деревня Усть-Шомушка на карте 1913 года

Согласно карте Петроградской и Новгородской губерний 1913 года деревня Усть-Шомушка состояла из 35 дворов.
С 1917 по 1918 год деревня входила в состав Тихвинского уезда Новгородской губернии. 
С 1918 года в составе Ольховской волости Тихвинского уезда Череповецкой губернии.
С 1924 года в составе Пригородной волости.
С 1927 года в составе Усть-Шомушского сельсовета Тихвинского района.
С 1928 года в составе Ялгинского сельсовета. В 1928 году население деревни Усть-Шомушка составляло 287 человек.
- Деревня Усть-Шомушка на карте 1932 года

Согласно карте Ленинградской области Северо-западного аэрогеодезического треста ГГУ издания 1932 года деревня насчитывала 30 крестьянских дворов. К востоку от деревни находилась мукомольная водяная мельница.
По данным 1933 года деревня Усть-Шомушка входила в состав Ялгинского сельсовета Тихвинского района.
С 1954 года в составе Лазаревичского района Тихвинского района. 
В 1958 году население деревни Усть-Шомушка составляло 73 человека.
По данным 1966, 1973 и 1990 годов деревня Усть-Шомушка также входила в состав Лазаревичского сельсовета Тихвинского района с центром в деревне Стретилово.
В 1997 году в деревне Усть-Шомушка Лазаревичской волости проживали 25 человек, в 2002 году — 36 человек (все русские).
В 2007 году в деревне Усть-Шомушка Тихвинского ГП проживали 32 человека, в 2010 году — 34.

## География
Деревня расположена в юго-западной части района на федеральной автодороге А114 (Вологда — Новая Ладога). 
Расстояние до административного центра поселения — 17 км.
Расстояние до ближайшей железнодорожной станции Тихвин — 12 км. Ближайший остановочный пункт — платформа 188 км.
Находится при впадении реки Нудокса в реку Шомушка (деревня расположена на правом берегу последней). В 1 км к юго-западу в деревне Горелуха река Шомушка впадает в Тихвинку, по её устью и названа деревня.

## Демография
| 2007 | 2010 | 2017 |
| ---- | ---- | ---- |
| 32   | ↗34  | ↗49  |

### Национальный состав
Согласно данным Всероссийской переписи населения 2002 года в деревне проживали 36 человек, все русские.
Согласно данным Всероссийской переписи населения 2021 года в деревне проживал 51 человек, из них:
 русские — 48, татары — 1, другие национальности — 2 человека.

## Инфраструктура
В центре деревни находится магазин из силикатного кирпича, он разделён между продуктовым магазином и кафе.
На левом берегу Шомушки находится садоводство.

## Улицы
Комарово, Ленинградская, Лесная, Луговой переулок, Нудокский переулок, Речная, Северная, Солнечный переулок.